# Киселёва, Валерия Ивановна
Вале́рия Ива́новна Киселёва (7 февраля 1951, Хабаровск — 1 февраля 2015, Санкт-Петербург) — советская и российская актриса, Заслуженная артистка Российской Федерации (2000). Прославилась как мастер эпизодов.

## Биография
Родилась 7 февраля 1951 года в Хабаровске. Отец — Иван Киселёв, участник Великой Отечественной войны, умер в 1967 году. Мать — во время войны училась в школе, совмещала учёбу и работу.
Валерия Киселёва ещё в школе мечтала о театральной карьере. Росла подвижным и артистичным ребёнком. После окончания школы сразу не смогла поступить в театральный институт. Только в возрасте 20 лет была зачислена в Ленинградский государственный институт театра, музыки и кинематографии (ЛГИТМиК) на курс Р. С. Агамирзяна. Училась на одном курсе с Анатолием Гориным, Валерием Дегтярём, Александром Галибиным, Светланой Слижиковой, Александром Вонтовым, Анатолием Насибулиным, Андреем Ургантом, Ольгой Наруцкой. Ещё будучи студенткой приняла участие в спектакле Театра им. В. Ф. Комиссаржевской «Если бы небо было зеркалом» Н. Думбадзе, Г. Лордкипанидзе (режиссёр Р. Агамирзян).
С 1977 года после окончания ЛГИТМиК работала в Академическом драматическом театре им. В. Ф. Комиссаржевской. Играла в спектаклях «Смерть Иоанна Грозного» А. Толстого, «Святая святых», «Возвращение на круги своя» Друцэ, «Не беспокойся, мама!» Н. Думбадзе, «Романтика для взрослых» И. Зверева, «Синие кони на красной траве» М. Шатрова (постановки Р.Агамирзяна), «Пять вечеров» А. Володина (реж. В. Малыщицкий), «Бумбараш» А. Гайдара (реж. В. Воробьев), «Принцесса и дровосек» Г. Волчек, М. Микаэляна (реж. В. Суслов), «Баллада о солдате» Г. Чухрая, В. Ежова (реж. Г. Опорков).
Уже в начале творческого пути актриса ярко заявила о себе, глубоко и тонко сыграв Тамару в «Пяти вечерах», Серафиму в «Бумбараше», Мать в «Балладе о солдате». Её актёрская манера «совмещала в себе полифонию красок, тонкий юмор, какую-то невероятную женскую нежность и сильнейшую энергетику».

Лера всегда была очень скромной и очень талантливой… у неё был Божий дар — особая красота, которая выходила через глаза. И это, кажется, передалось детям. Вот в эти светящиеся глаза и влюблялся зритель… она была святым человеком — никогда никого не обидела, она могла быть очень красивой, безумно пластичная, могла сыграть всё, что угодно… никогда себя не выпячивала, не обижалась. Валерия была великолепным партнёром — тонким, чутким, понимающим. Играть с ней было легко и очень интересно…
— Из воспоминаний актёров Театра им. Комиссаржевской
С 1981 по 1986 год — актриса Ленинградского молодёжного театра. Принимала участие в острых, социальных постановках В. Малыщицкого.

…Я помню Валерию Киселёву ещё по Молодёжному театру. Её роль в спектакле «И дольше века длится день» по Айтматову (режиссёр Владимир Малыщицкий, премьера в 1983 году) особенно врезалась мне в память. В этой роли Валерия Ивановна поднималась до трагических высот, явила себя как актриса, способная воплотить пронзительный драматический смысл.
— Из воспоминаний Геннадия Дорошева
С 1986 года — актриса Санкт-Петербургского академического театра комедии имени Н. П. Акимова. В новом творческом коллективе по-настоящему раскрылся талант Киселёвой как острохарактерной актрисы. Она стала одной из ведущих артисток театра. В её послужном списке особо выделяются роли в постановках «Визит дамы», «Уловки Дороти Дот», «Сплошные неприятности», «Призраки». Эти спектакли составляли основу репертуара театра.
В 1981 году Валерия Киселёва дебютировала в кинематографе. Первой ролью актрисы стала работа в фильме-спектакле «Объявлен розыск…». Затем появился ряд картин с участием актрисы: экранизация «Тарантул», сказка «Оловянные кольца», криминальная драма «Переступить черту».
В 1984 году Киселёва снялась в детском телеспектакле из телепередачи «Сказка за сказкой», «Сварливая жена», после чего её заметил режиссёр Дмитрий Астрахан. Постановщик привлёк Киселёву в три проекта: мелодраму «Ты у меня одна», комедию «Всё будет хорошо» и фильм-притчу «Четвёртая планета».
Появилась в нескольких детективных сериалах, посвященных криминальному Петербургу — «Хроники убойного отдела», «Тайны следствия», «Литейный», «Улицы разбитых фонарей». Всего фильмография Киселёвой насчитывает 29 ролей.
В 2000 году В. И. Киселёва была удостоена почётного звания «Заслуженная артистка Российской Федерации».
Скончалась от гриппа в ночь на 1 февраля 2015 года; была отпета в Никольском морском соборе, похоронена на Комаровском кладбище.

## Отзывы о творчестве
Когда я думаю о сути ленинградского характера, о ленинградской женщине (а это особый характер, стойкий и жизнеутверждающий, с очень четким стержнем), примером для меня служит Валерия Ивановна. Она наделена исключительным чувством театрального братства. В ней нет дурных амбиций, что в актёрской среде встречается крайне редко. Далеко не каждый артист так тонко понимает природу человеческих отношений, как она, и умеет прощать, когда это нужно для работы, и не прощать, когда это касается человеческой этики.
— Из воспоминаний актёра Валерия Никитенко

Валерия Киселёва была прежде всего очень скромным и тихим человеком, интеллигентным до мозга костей. Высокодуховные люди всегда незаметны — и на примере Валерии Ивановны это очевидно. Она никогда не стремилась выделиться, она уважала других, не требуя уважения к себе.
— Из интервью актёра Сергей Русскина

## Семья
Первый муж (незарегистрированный брак) — Андрей Ургант (род. 1956), сын Иван Ургант (род. 1978).
Второй муж (с 1982 года) — Дмитрий Ладыгин (род. 1956). Дочери Валентина, Александра.

## Театральные работы

### Академический драматический театр имени В. Ф. Комиссаржевской
- «Если бы небо было зеркалом» Н. Думбадзе, Г. Лордкипанидзе (реж. Р. Агамирзян)
- «Смерть Иоанна Грозного» А. Толстого (реж. Р. Агамирзян)
- «Святая святых» И. Друцэ (реж. Р. Агамирзян)
- «Возвращение на круги своя» И. Друцэ (реж. Р. Агамирзян)
- «Не беспокойся, мама!» Н. Думбадзе (реж. Р. Агамирзян)
- «Романтика для взрослых» И. Зверева (реж. Р. Агамирзян)
- «Синие кони на красной траве» М. Шатрова (реж. Р. Агамирзян)
- «Пять вечеров» А. Володина (реж. В. Малыщицкий)
- «Бумбараш» А. Гайдара (реж. В. Воробьев)
- «Принцесса и дровосек» Г. Волчек, М. Микаэляна (реж. В. Суслов)
- «Баллада о солдате» Г. Чухрая, В. Ежова (реж. Г. Опорков)

### Ленинградский Молодёжный театр
- 1981 — Агафья Тихоновна в пьесе А.Володина «Четыре песни в непогоду» (реж. В. А. Малыщицкий)
- 1983 — «И дольше века длится день» по роману Ч. Айтматова (реж. В. А. Малыщицкий)

### Театр комедии им. Акимова
- 1986 — Лиля — «Крестики-нолики», А. Червинский
- 1986 — Дуся — «Характеры», В. Шукшин
- 1986 — Кролик — «Пиргорой Винни-Пуха», Б. Заходер
- 1988 — Антонина Львовна — «Аквариум», Л. Вагнер
- 1989 — Клавдия Семеновна — «Оревуар, товарищи», Б. Рацер, В. Константинов
- 1989 — Мымра — «Зойкина квартира», М. Булгаков
- 1990 — Подруга — «Родненькие мои», А. Смирнов
- 1991 — Трактирщица — «Укрощение строптивой», У. Шекспир
- 1991 — Гингема — «Волшебник Изумрудного города», А. Волков
- 1991 — Барбара Фоуст — «Верная жена», С. Моэм
- 1992 — Маргарита Васильевна — «Четвёртая планета», О. Данилов
- 1992 — Сестра милосердия — «Тень», Е. Шварц
- 1992 — Акулина (кухарка Мордатого) — «Аз и Ферт», П. Федоров
- 1993 — Горожанка — «Тартарен из Тараскона», А. Доде
- 1993 — Королева — «Алхимики», Б. Джонсон
- 1994 — Вера Михайловна — «Виновник торжества», Б. Рацер, В. Константинов
- 1995 — Клоун — «Фредди», Р. Тома
- 1997 — Г-жа Журден — «Страсти по Мольеру», М. Булгаков, Ж-Б. Мольер
- 1998 — Мисс Призм (гувернантка Сесили Кардью) — «Как важно быть серьёзным», О. Уайльд (реж. Илья Макаров)
- 1999 — Алла — «Даешь Америку!…», А. Копков
- 2000 — Леди Скуимиш (бабушка мисс Скуимиш) — «Деревенская жена», Уильям Уичерли (реж. Татьяна Казакова)
- 2001 — Сундин — «Дорога любви», С. Йоте
- 2001 — Г-жа Протич (член совета управления детского приюта № 9) — «Доктор философии», Б. Нушич (реж. Татьяна Казакова)
- 2002 — Миссис Квикли — «Виндзорские проказницы», У. Шекспир (реж. Валерий Саркисов)
- 2005 — Кармела (сестра привратника; проклятая душа) — «Призраки», Э. де Филиппо (реж. Татьяна Казакова)
- 2007 — Старшая сестра — «Сплошные неприятности», М. Химен и А. Левин (реж. Татьяна Казакова)
- 2013 — Фламминия — «Влюбленные», К. Гольдони (реж. Татьяна Казакова)
- 2013 — Эмилли (тетка Дороти) — «Уловки Дороти Дот», Сомерсет Моэм (реж. Вадим Данцигер)
- 2014 — Жена Илла — «Визит дамы», Ф. Дюрренматт (реж. Татьяна Казакова).

## Работы в кино
- 1983 — «Оловянные кольца» (фильм-спектакль) — Августа
- 1985 — «Переступить черту»
- 1988 — «Поездка к сыну»
- 1993 — «Ты у меня одна» — пациентка (режиссёр Д. Астрахан)
- 1995 — «Всё будет хорошо!» — играющая на контрабас-балалайке
- 1995 — «Домовой старого Замка»
- 1995 — «Четвёртая планета»
- 2002 — «Челябумбия» — актриса кукольного театра (режиссёр В. Быченков)
- 2003 — «Тайны следствия 3» — архивариус (режиссёр А. Бурцев)
- 2007 — «Ленинград»
- 2007 — «Знаешь, мама, где я был?»
- 2008 — «Улицы разбитых фонарей 9» — Катя (режиссёр А. Лебедев)
- 2010 — «Тайны следствия 9» — Ольга Николаевна (режиссёр А. Богданов)
- 2010 — «Литейный» — соседка (режиссёр Д. Коршунов)
- 2011 — «Дорогой мой человек» — завуч школы (режиссёр Е. Абросимов)
- 2012 — «Поверь, всё будет хорошо…»
- 2015 — «Тест на беременность (телесериал)» — эпизод в 9-й серии